# Гільмар Зімон
Гільмар Зімон (нім. Hilmar Siemon; 29 березня 1915, Апенраде — 11 квітня 1945, Атлантичний океан) — німецький офіцер-підводник, капітан-лейтенант крігсмаріне.

## Біографія
8 квітня 1934 року вступив на флот. З жовтня 1940 по березень 1941 року пройшов курс підводника. З березня 1941 року — 1-й вахтовий офіцер на підводному човні U-97. У вересні-жовтні пройшов курс командира човна. З 9 жовтня 1941 по 31 березня 1943 року — командир U-334, на якому здійснив 3 походи (разом 86 днів у морі) і потопив 2 кораблі загальною водотоннажністю 14 372 тонни.
| Дата         | Назва корабля  | Тип               | Тоннаж | Вантаж                                                                                        | Екіпаж | Загинули | Nat.               | Конвой |
| ------------ | -------------- | ----------------- | ------ | --------------------------------------------------------------------------------------------- | ------ | -------- | ------------------ | ------ |
| 4 липня 1942 | William Hooper | Торговий пароплав | 7,177  | 8486 тонн генеральних вантажів, включаючи вантажівки, боєприпаси і танки як палубний вантаж   | 58     | 3        | США                | PQ-17  |
| 5 липня 1942 | Earlston       | Торговий пароплав | 7,195  | 2 005 тонн військових вантажів, 195 автомобілів, 33 літаки і паровий катер як палубний вантаж | 52     | 0        | Британська імперія | PQ-17  |

З червня 1943 року служив в штабі 13-ї флотилії, потім — командир роти Військово-морського училища Мюрвіка. З березня 1945 року — командир U-396. 13 березня вийшов у свій останній похід. 11 квітня U-396 і всі 45 членів екіпажу зникли безвісти в Північній Атлантиці південніше Ісландії.

## Звання
- Кандидат в офіцери (8 квітня 1934)
- Морський кадет (26 вересня 1934)
- Фенріх-цур-зее (1 липня 1935)
- Оберфенріх-цур-зее (1 січня 1937)
- Лейтенант-цур-зее (1 квітня 1937)
- Оберлейтенант-цур-зее (1 квітня 1939)
- Капітан-лейтенант (1 квітня 1942)

## Нагороди
- Медаль «За вислугу років у Вермахті» 4-го класу (4 роки)
- Залізний хрест 2-го і 1-го класу
- Нагрудний знак флоту (1941)
- Нагрудний знак підводника